# Yokohama FC
Yokohama Football Club (横浜FC Yokohama Efushī) là một câu lạc bộ bóng đá chuyên nghiệp của Nhật Bản có trụ sở tại Yokohama, tỉnh Kanagawa, một phần của vùng thủ đô Tokyo. Câu lạc bộ hiện đang chơi ở J2 League, hạng đấu thứ hai của bóng đá trong nước. Câu lạc bộ được thành lập bởi những người hâm mộ Yokohama Flügels để phản đối việc Flügels sáp nhập với Yokohama Marinos vào năm 1999, trở thành đội thể thao chuyên nghiệp do người hâm mộ sở hữu đầu tiên ở Nhật Bản.
Kể từ khi trở thành thành viên của J.League vào năm 2001, Yokohama FC đã dành thời gian đáng kể ở hạng hai của hệ thống giải bóng đá Nhật Bản. Câu lạc bộ thăng hạng J.League Division 1 mùa giải 2007 sau khi vô địch Division 2. Tuy nhiên, YFC ngay lập tức xuống hạng vào mùa giải tiếp theo. Sau 12 năm ở J2 League, họ trở lại giải đấu hàng đầu của Nhật Bản, bây giờ được gọi là J1 League, cho mùa giải 2020. Lịch sử đã lặp lại, khi họ bị xuống hạng J2 sau khi kết thúc mùa giải với tư cách là đội xếp cuối cùng của J1. Câu lạc bộ lại được thăng hạng lên J1 vào năm 2022, lần thứ ba họ thi đấu ở giải hạng nhất.

## Huy hiệu
Huy hiệu của Yokohama FC có hình chim phượng hoàng, tượng trưng cho sự trỗi dậy của Yokohama FC từ đống tro tàn của Yokohama Flugels. Dải ruy-băng màu xanh ở trên cùng tượng trưng cho Phong trào Ruy-băng Xanh, một phong trào bắt đầu vào cuối mùa giải J.League 1998 nhằm giữ cho đội Flugel tồn tại.

## Lịch sử
Câu lạc bộ được thành lập năm 1999. Sau sự sáp nhập của hai câu lạc bộ J. League, Yokohama Flügels và Yokohama Marinos năm trước đó, cổ động viên của Flügels từ chối việc phải bắt đầu cổ vũ cho Marinos, đối thủ của họ. Thay vào đó, cùng với số tiền quyên góp được và liên kết với IMG, một công ty quản lý tài năng, các cổ động viên cũ của Flügels thành lập Câu lạc bộ Thể thao Yokohama Fulie. Tiếp theo đó họ theo mô hình socio của FC Barcelona, Fulie Sports Club thành lập Yokohama F.C., câu lạc bộ thể thao chuyên nghiệp đầu tiên của Nhật Bản được sở hữu và điều hành bởi cổ động viên

## Màu áo
Họ không thể sử dụng trực tiếp màu áo trắng với dải xanh dương của Flugels do gần tương tự với Marinos, Yokohama F.C. dùng áo màu xanh lơ, sau khi NKK F.C., một câu lạc bộ công ty đóng cửa năm 1994. NKK F.C. có trụ sở tại Kawasaki và chơi phần lớn các trận sân nhà tại Sân vận động điền kinh Todoroki, nhưng họ phải sử dụng sân Mitsuzawa vào những ngày diễn ra trận đấu nếu các câu lạc bộ ở Kawasaki khác như (Verdy Kawasaki, Toshiba hay Fujitsu) sử dụng nó.

## Đội hình hiện tại
Tính tới 31 tháng 1 năm 2023.

Ghi chú: Quốc kỳ chỉ đội tuyển quốc gia được xác định rõ trong điều lệ tư cách FIFA. Các cầu thủ có thể giữ hơn một quốc tịch ngoài FIFA.
| Số | VT | Quốc gia | Cầu thủ            |
| -- | -- | -------- | ------------------ |
| 1  | TM | Nhật Bản | Tsubasa Shibuya    |
| 2  | HV | Nhật Bản | Yuki Nogami        |
| 4  | HV | Hàn Quốc | Park Tae-Hong      |
| 5  | TV | Nhật Bản | Naoki Nomura       |
| 6  | HV | Nhật Bản | Hiroyuki Nishijima |
| 7  | TV | Nhật Bản | Tomoya Uchida      |
| 8  | TV | Nhật Bản | Kensuke Sato       |
| 9  | TĐ | Nhật Bản | Masaru Kurotsu     |
| 10 | TV | Nhật Bản | Shinichi Terada    |
| 11 | TĐ | Nhật Bản | Kazuyoshi Miura    |
| 13 | TV | Nhật Bản | Yosuke Nozaki      |
| 14 | TV | Nhật Bản | Junki Koike        |
| 15 | HV | Nhật Bản | Atsushi Ichimura   |
| 16 | TV | Nhật Bản | Kazunori Iio       |
| 18 | TM | Nhật Bản | Yuta Minami        |
| 19 | TV | Nhật Bản | Kosuke Onose       |

| Số | VT | Quốc gia | Cầu thủ              |
| -- | -- | -------- | -------------------- |
| 20 | TV | Nhật Bản | Takahiro Nakazato    |
| 21 | TM | Nhật Bản | Taiki Murai          |
| 22 | TV | Nhật Bản | Masaaki Ideguchi     |
| 23 | HV | Hàn Quốc | Na Sung-Soo          |
| 24 | TV | Nhật Bản | Toshihiro Matsushita |
| 25 | TV | Nhật Bản | Keita Ishii          |
| 26 | TM | Nhật Bản | Yohei Takaoka        |
| 27 | HV | Nhật Bản | Shuma Kusumoto       |
| 28 | TĐ | Việt Nam | Nguyễn Công Phượng   |
| 29 | TV | Nhật Bản | Yuki Ueda            |
| 30 | TV | Nhật Bản | Takumi Watanabe      |
| 31 | TV | Hàn Quốc | Bae Hu-Min           |
| 32 | HV | Nhật Bản | Takuya Nagata        |
| 33 | TĐ | Nhật Bản | Shota Aoki           |
| 39 | TĐ | Nhật Bản | Tetsuya Okubo        |

### Cho mượn
Ghi chú: Quốc kỳ chỉ đội tuyển quốc gia được xác định rõ trong điều lệ tư cách FIFA. Các cầu thủ có thể giữ hơn một quốc tịch ngoài FIFA.
| Số | VT | Quốc gia | Cầu thủ |
| -- | -- | -------- | ------- |

## Kết quả tại J.League
| Mùa giải | Hạng | Trận | Điểm | T  | B  | H  | BT | BB | HS  | Vị trí  |
| -------- | ---- | ---- | ---- | -- | -- | -- | -- | -- | --- | ------- |
| 1999     | JFL  | 24   | 55   | 18 | 3  | 3  | 57 | 32 | +25 | Vô địch |
| 2000     | JFL  | 22   | 61   | 20 | 0  | 2  | 66 | 24 | +42 | Vô địch |
| 2001     | J2   | 44   | 43   | 15 | 28 | 1  | 58 | 81 | −23 | 9       |
| 2002     | J2   | 44   | 35   | 8  | 25 | 11 | 43 | 81 | −38 | 12      |
| 2003     | J2   | 44   | 42   | 10 | 22 | 12 | 49 | 88 | −39 | 11      |
| 2004     | J2   | 44   | 52   | 10 | 12 | 22 | 42 | 50 | −8  | 8       |
| 2005     | J2   | 44   | 45   | 10 | 19 | 15 | 48 | 64 | −16 | 11      |
| 2006     | J2   | 48   | 93   | 26 | 7  | 15 | 61 | 32 | +29 | Vô địch |
| 2007     | J1   | 34   | 16   | 4  | 4  | 26 | 19 | 66 | −47 | 18      |
| 2008     | J2   | 42   | 50   | 11 | 14 | 17 | 51 | 56 | −5  | 10      |
| 2009     | J2   | 51   | 44   | 11 | 29 | 11 | 43 | 70 | −27 | 16      |
| 2010     | J2   | 36   | 54   | 16 | 14 | 6  | 54 | 47 | +7  | 6       |
| 2011     | J2   | 38   | 41   | 11 | 19 | 8  | 40 | 54 | −14 | 18      |
| 2012     | J2   | 42   | 73   | 22 | 7  | 13 | 62 | 45 | +17 | 4       |
| 2013     | J2   | 42   | 58   | 15 | 13 | 14 | 49 | 46 | +3  | 11      |
| 2014     | J2   | 42   | 55   | 14 | 13 | 15 | 49 | 47 | +2  | 11      |

## Huấn luyện viên
| Huấn luyện viên         | Quốc tịch | Giai đoạn |
| ----------------------- | --------- | --------- |
| Pierre Littbarski       | Đức       | 1999-00   |
| Yoshikazu Nagai         | Nhật Bản  | 2001      |
| Yuji Sakakura           | Nhật Bản  | 2001      |
| Katsuyoshi Shinto       | Nhật Bản  | 2001–02   |
| Pierre Littbarski       | Đức       | 2003–04   |
| Yusuke Adachi           | Nhật Bản  | 2005–06   |
| Takuya Takagi           | Nhật Bản  | 2006–07   |
| Júlio César Leal Junior | Brasil    | 2007      |
| Satoshi Tsunami         | Nhật Bản  | 2008      |
| Yasuhiro Higuchi        | Nhật Bản  | 2009      |
| Yasuyuki Kishino        | Nhật Bản  | 2010–12   |
| Motohiro Yamaguchi      | Nhật Bản  | 2012–2014 |
| Miloš Rus               | Slovenia  | 2015      |
| Hitoshi Nakata          | Nhật Bản  | 2015–     |

## Danh hiệu
- Japan Football League
  - Vô địch: 1999, 2000
- J. League Hạng 2
  - Vô địch: 2006

## Câu lạc bộ liên kết
- YFCMD – một câu lạc bộ chuyên nghiệp ở Hồng Kông được sở hữu bởi Yokohama FC. Tên của câu lạc bộ là Yokohama FC Modic.